# Саша (диджей)
Александр Пол Коу (англ. Alexander Paul Coe; род. 4 сентября 1969, Хаварден, Уэльс) — валлийский диджей, композитор и музыкальный продюсер, выступающий под псевдонимом Саша (англ. Sasha).

## Биография
Саша начал свою карьеру, играя танцевальную музыку эйсид-хаус в далеком 1990-м, и стал центральной фигурой в развитии и популяризации электронной танцевальной музыки. В 1993 году в международном турне и продюсировании серии миксов он сотрудничал с диджеем Джоном Дигвидом. Благодаря их выбору треков и технике сведения, Саша и Дигвид сыграли важную роль в развитии прогрессивного транса и хауса.
Саша выпустил множество синглов, попавших в британские чарты, и ремиксов на треки таких звезд как Мадонна и The Chemical Brothers. Его ремикс трека «Watching Cars Go By» Felix da Housecat’s был номинирован на Грэмми в 2004 году. Сашины миксы и произведения часто комбинируют разные жанры электронной музыки, что делает сложным для критиков отнести его к какому-то определенному стилю, включая его дебютный альбом, Airdrawndagger.
После достижения успеха в качестве продюсера и диджея Саша работал с такими молодыми диджеями и продюсерами как Брайан Трансо и Джеймс Забиела, повлияв на их музыкальные стили и техники. Он одним из первых стал использовать инженерное оборудование живого звука, способствуя популяризации технических новшеств среди диджеев, которые ранее полагались на записи и устройства воспроизведения. В 2007 году Саша совместно с Renaissance Records сформировал лейбл emFire, который эксклюзивно выпускает его новую музыку.
Саша родился в городе Бангор, Северный Уэльс 4 сентября 1969 года, но провёл большую часть молодости со своей матерью в Уэльском городе Сандикрофте, Флинтшир, Северный Уэльс. Сашина мать преподавала французский язык в Гарвардской Высшей Школе.
Ранний вкус Саши был основан на Топ-40 популярной музыки того времени, таких как The The и The Police. После «идиллического детства», в 17 лет он сдал вступительные экзамены в Колледж города Эмпсон. Однако, ему не нравился Эмпсон и он бросил колледж до получения диплома. Вместо продолжения обучения Саша отправился в Бангор жить к отцу с мачехой. Мачеха Саши заставляла его учиться игре на фортепиано, и несмотря на то, что он не любил эти уроки, впоследствии Саша нашёл им применение в своей музыкальной карьере.
Саша узнал о электронной танцевальной музыке в 1988 в клубе The Haçienda (Фазенда), Манчестерской танцевальной тусовке. Грубый звук Acid House, ассоциировался у Саши с бунтарством, он посещал Манчестер еженедельно и вскоре переехал в соседний Дислей. Тут Саша накупил много Acid House треков и начал самостоятельно учиться миксовать. Местный ди-джей из клуба, в котором Саша часто бывал, объявил, что ищет других диджеев, для поездки в местное турне. Саша вызвался и сделал своё первое выступление в соседнем Стокпорте. Саша вспоминал о своем дебюте так: «Я никогда раньше даже не притрагивался к технике!: я принял регулятор скорости воспроизведения дорожки регулятором громкости, я даже не знал, куда подключить свои наушники и я был уверен, что я был абсолютно ужасным».
Вскоре Саша оказался в долгах из-за низкооплачиваемых выступлений и многочисленных записей, которые он купил. Для того, чтобы окупить свою музыкальную коллекцию, он выступал на нелегальных рейвах на складских площадках Blackburn и Blackpool. С помощью другого местного диджея, Jon DaSilva, Саша получил работу в клубе The Haçienda, где он научился от DaSilva гармоническому миксованию и прокачал навык сведения по битам (синхронизация битов двух одновременно играющих записей).
Несмотря на свою любовь к The Haçienda, в 1990 году Саша уехал работать в Shelley’s Laserdrome в Сток-он-Трент. Там он приобрёл своё фирменное звучание, смешивая эйфорийный Acid House с итальянским фортепиано и эмоциональной акапеллой. Из-за его возросшей популярности и заметности в Shelley’s и благодаря тому, что промоутер клуба работал для журнала, Mixmag показал Сашу на обложке под заголовком «SASHA MANIA? — FIRST DJ PINUP?».
В продолжение диджейской карьеры Sasha написал несколько собственных танцевальных треков. Это, как он позже отметил, противоречило пониманию карьеры многих успешных диджеев, для которых было более привычным начинать именно с написания треков, а затем становиться диджеями.
Одновременно с подписанием контракта на написание музыки он создал студию звукозаписи, что поначалу привело к «болезненной кривой обучения». Первыми продуктами Sasha стали два сингла для Evolution: Он выпустил свой первый сингл, «Appolonia», под именем BM:Ex (сокращение от 'The Barry Manilow Experience', шутка с отсылкой к любви Sasha к пианино), с продюсером Tom Frederikse на Union City Recordings.
После диджеинга в Shelley’s в течение нескольких лет, Sasha покинул свою позицию из-за криминализации района нахождения клуба. В результате его растущей репутации, Sasha была предложена работа в нескольких лондонских и австралийских клубах. Вместо этого он принял участие в DJ джеме клуба Renaissance, где сессию начинал Geoff Oakes на Venue 44 в городе Мэнсфилд, Англия.
Позже, в 1993, Sasha написал «Together», его первый сингл под псевдонимом Sasha. «Together», спродюсированный с Campbell for Pete Tong’s FFRR, отмечено в UK Singles Chart под 57 номером. С его успехом, Sasha начал серию записей для Deconstruction Records с синглами «Higher Ground» и «Magic» (на каждый из них Digweed сделал ремикс) на The Qat Collection с Frederikse и вокалистом Sam Mollison.